# Santa María Dzonot
Santa María Dzonot es una localidad del estado de Yucatán, México, comisaría del municipio de Tixkokob.

## Toponimia
El nombre (Santa María Dzonot) hace referencia a María de Nazaret y dzonot  significa "cenote" en idioma maya.

## Localización
San Francisco se encuentra al oriente de Tixkokob.

## Infraestructura
- Una exhacienda abandonada.

## Demografía
Según el censo de 2005 realizado por el INEGI, la población de la localidad era de 0 habitantes.
| ?                           | ? | ? | 0 |
| (Fuente: INEGI [Consultar]) |   |   |   |